# Афромонтанський регіон

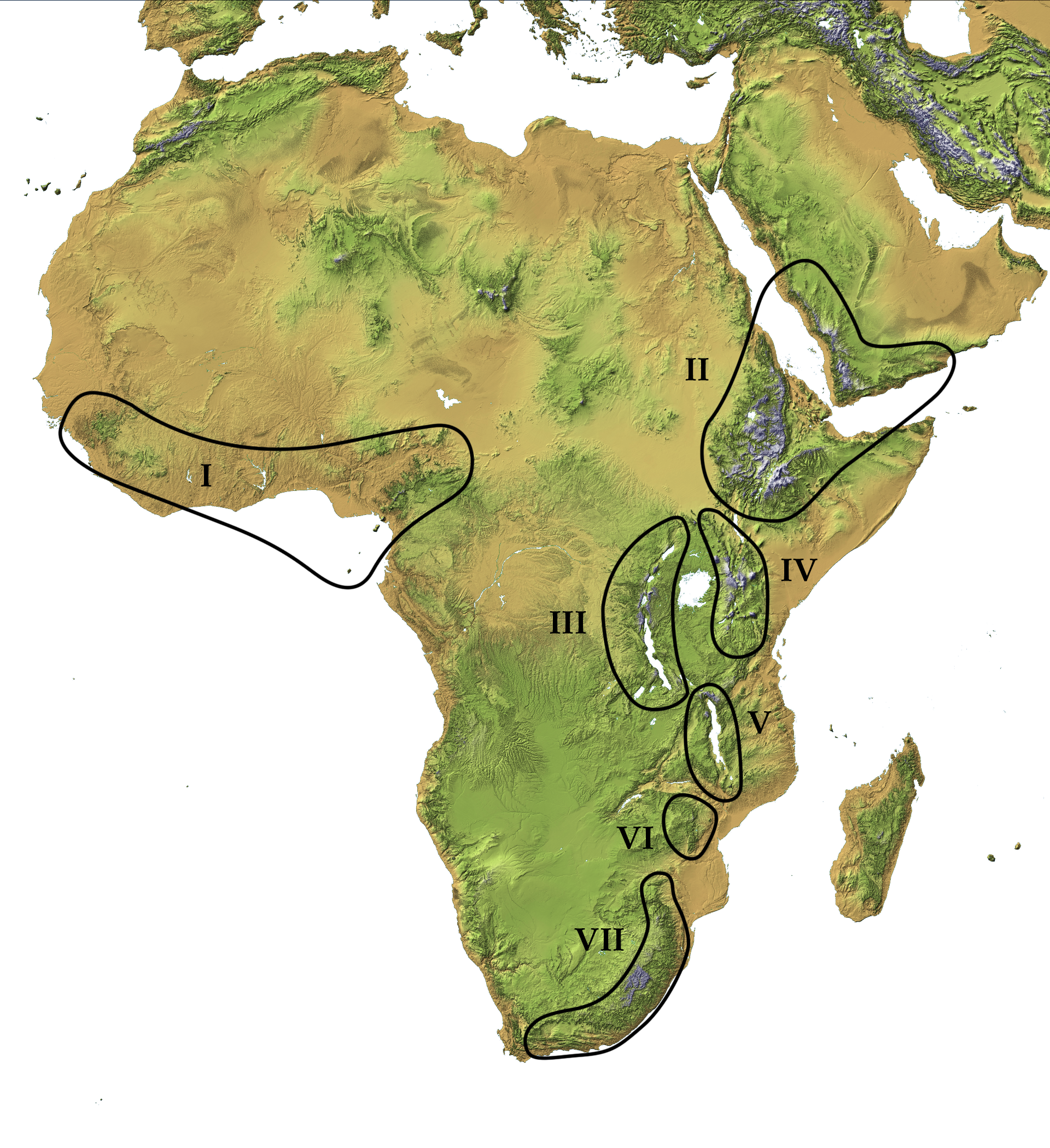
Афромонтанські зони. I. Гори Західної Африки та Камерунського нагір'я, II. Гори Ефіопського нагір'я та Південно-Західної Аравії, III. Гори Західного (Альбертінського) рифту, IV. Гори Східного Рифту. V. Гори Південного Рифту, VI. Гори Східного нагір'я, VII. Драконові гори

Афромонтанські регіони або Афрогірські регіони — це субрегіони Афротропіки, однієї з восьми біогеографічних областей світу, які охоплюють гори Субсахарської Африки та південної частини Аравійського півострова. Незважачи на те, що ці регіони часто не сполучаються один з одним, їх флора і фауна є подібною. Їх також називають Афромонтанським архіпелагом, оскільки вони нагадують архіпелаг, що складається з небесних островів.

## Географія
Афромонтанські рослинні угруповання зустрічаються на висоті понад 1500-2000 м над рівнем моря біля екватора та на висоті 300 м над рівнем моря у Книсна-Аматольських гірських лісах в ПАР. Клімат афромонтанських регіонів, як правило, більш прохолодний і вологий, ніж клімат навколишніх рівнин.
Основна частина Афромонтанського архіпелагу розташована в горах Східно-Африканського рифту, який простягається від Червоного моря до Зімбабве, зокрема на території Ефіопського нагір'я, в горах Альбертінського рифту на території Уганди, Руанди, Бурунді, Демократичної Республіки Конго та Танзанії, а також в горах Східної дуги на території Кенії та Танзанії. Інші афромонтанські регіони розташовані в Драконових горах в Південній Африці, в горах Камерунського нагір'я та на вершинах вулканів Камерунської лінії, яка, зокрема, включає гору Камерун та острів Біоко.

## Флора
Хоча афромонтанські регіони відокремлені один від одного, вони підтримують подібні рослинні угруповання, які відрізняються від тих, що поширені на навколишніх рівнинах. Серед характерних рослин, що зустрічаються в цих регіонах, слід відзначити хвойні дерева з родів Подокарпус (Podocarpus) та Афрокарпус (Afrocarpus), а також африканську вишню (Prunus africana), абіссинську хагенію (Hagenia abyssinica), африканський яловець (Juniperus procera) та маслину (Olea). у високогір'ях афромонтанські ліси або рідколісся переходять у афроальпійські луки, чагарники або вересові пустища.
Ендеміками афромонтанських регіонів є дерева з родин Куртизієві (Curtisiaceae) та Барбеєві (Barbeyaceae). Серед ендемічних або майже ендемічних представників афромонтанських регіонів слід відзначити представників родів Afrocrania, Balthasaria, Curtisia, Ficalhoa, Hagenia, Kiggelaria, Kuloa, Leucosidea, Platypterocarpus, Trichocladus, Widdringtonia та Xymalos, а також інші рослини з родів Ardisiandra, Cincinnobotrys та Stapfiella.

### Афромонтанські дощові ліси
Афромонтанські дощові ліси поширені на вологих гірських схилах від південної Ефіопії до Малаві, переважно на висоті від 1200 до 2500 м над рівнем моря, у місцевостях, де середньорічна кількість опадів становить 1250-2500 мм або більше. Висота, на якій пошинені ці ліси, дещо різниться в залежності від широти, а також від рельєфу високогірних районів. У зрілих дощових лісах верхній ярус дерев розташований на висоті 25-45 м над землею, середній ярус — на висоті 14-30 м над землею, чагарниковий ярус на висоті 3-6 м над землею, а розріджений трав'янистий ярус — на рівні землі. Крони дерев верхніх ярусів, як правило, відкриті, крони дерев середнього ярусу можуть бути безперервними, але рідко утворюють щільний лісовий намет, тоді як нижні яруси зазвичай густі. Більшість дерев вічнозелені. Афромонтанські дощові ліси можуть бути подібні за структурою до рівнинних гвінейсько-конголезьких дощових лісів, однак відрізняються за видовим складом. Серед дерев, що ростуть в афромонтанських лісах, слід відзначити Aningeria adolfi-friederici, Cola greenwayi, Cylicomorpha parviflora, Diospyros abyssinica, Drypetes gerrardii, Entandrophragma excelsum, Ficalhoa laurifolia, Gambeya gorungosana, Kuloa usambarensis, Mitragyna rubrostipulata, Myrianthus holstii, Ochna holstii, Olea capensis, Parinari excelsa, Podocarpus milanjianus, Prunus africana, Strombosia scheffleri, Syzygium guineense subsp. afromontanum, Tabernaemontana johnstonii та Xymalos monospora. В цих лісах також ростуть різноманітні деревовидні папороті, зокрема з роду Cyathea, ліани та епіфіти, зокрема папороті, мохи, бегонії (Begonia), розрив-трава (Impatiens), стрептокарпуси (Streptocarpus) та пеперомії (Peperomia).

## Афромонтанські екорегіони

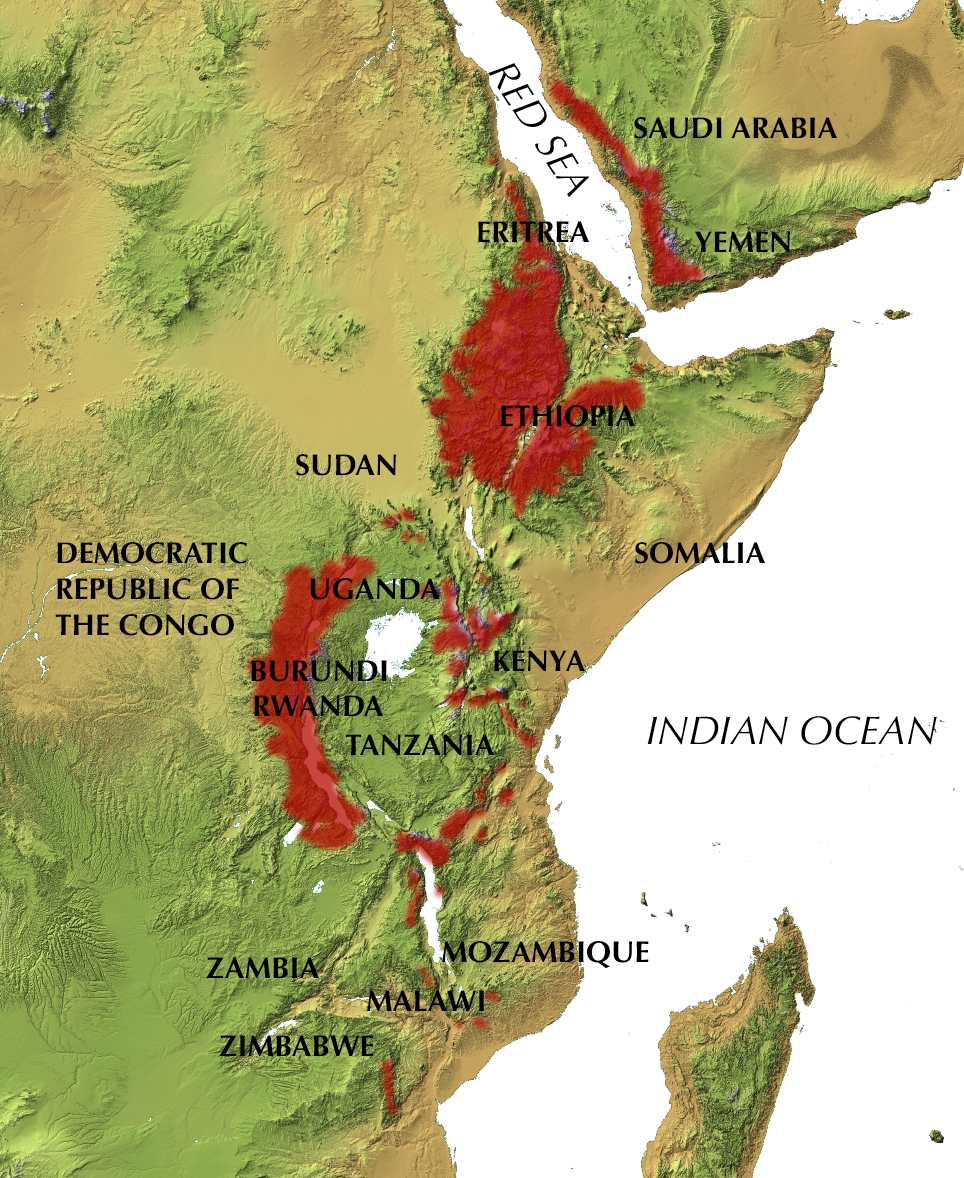
Гарячі точки біорізноманіття Східної Афромонтани

Тропічні та субтропічні вологі широколистяні ліси
- Гірські ліси Альбертінського рифту (ДР Конго, Бурунді, Руанда, Танзанія, Уганда)
- Ліси Камерунського нагір'я (Камерун, Нігерія)
- Східноафриканські гірські ліси (Кенія, Південний Судан, Танзанія, Уганда)
- Ліси Східної дуги (Танзанія, Кенія)
- Ефіопські гірські ліси (Джибуті, Еритрея, Ефіопія, Сомалі, Судан)
- Гвінейські гірські ліси (Гвінея, Кот-д'Івуар, Ліберія, Сьєрра-Леоне)
- Гірські ліси Книсни та Аматоле (ПАР)
- Південні афропомірні ліси (ПАР)
- Гірські ліси Камеруну та Біоко (Камерун, Екваторіальна Гвінея)

Гірські луки та чагарники
- Гірські ліси та луки Анголи (Ангола)
- Савани та рідколісся Ангольського уступу (Ангола)
- Високогірні луки та рідколісся Драконових гір (Лесото, ПАР)
- Луки, рідколісся та ліси Драконових гір (Лесото, ПАР, Есватіні)
- Східноафриканські гірські вересові пустища (Кенія, Південний Судан, Танзанія, Уганда)
- Гірські ліси та луки Східного Зімбабве (Мозамбік, Зімбабве)
- Ефіопські гірські луки та рідколісся (Еритрея, Ефіопія)
- Ефіопські гірські вересові пустища (Ефіопія)
- Луки Хайвельду (Лесото, ПАР)
- Ліси та луки плато Джос (Нігерія)
- Чагарники та хащі Мапуталенду та Пондоленду (Мозамбік, ПАР, Есватіні)
- Південні афропомірні ліси (ПАР)
- Гірські вересові пустища Рувензорі та Вірунґи (ДР Конго, Руанда, Уганда)
- Гірські ліси та луки Південного Малаві (Малаві)
- Гірські ліси та луки Південного Рифту (Малаві, Танзанія, Мозамбік)

Пустелі і склерофітні чагарники
- Гірські рідколісся Південно-Західної Аравії (Саудівська Аравія, Ємен)